# Iglesia de la Madre de Dios de las Tres Manos (Tallin)
La Iglesia de la Madre de Dios de las Tres Manos  también conocida como la iglesia greco católica ucraniana de la Madre de Dios de las Tres Manos (en estonio: Tallinna Kolmekäelise Jumalaema kirik o Ukraina kreekakatoliku kirik) es el nombre que recibe un edificio religioso que está afiliado a la Iglesia greco católica ucraniana (una de las iglesia orientales católicas en plena comunión con el Papa en Roma) que está localizada en la 22 calle Laboratooriumi en Tallin, la capital del país europeo de Estonia. La Iglesia Evangélica Luterana de Estonia administró el edificio en el período comprendido entre 1994 y 1997.
A finales de 1997, la iglesia fue destruida por el fuego, con un incendio premeditado que terminó con un juicio penal.
El 14 de octubre de 2000, la iglesia fue restaurada y consagrada en honor de la Virgen María. La ceremonia fue celebrada por el Arzobispo Ljubomõr Guzar de la Iglesia greco católica ucraniana, La iglesia tiene pinturas del artista Lviv Petro Gumenjuk , y el interior se diseñó y fue construido por uno de sus ayudantes Anatoly Ljutjuk. Todas las misas se celebran en idioma ucraniano.